# Bombylius collaris
Bombylius collaris är en tvåvingeart som beskrevs av Becker 1906. Bombylius collaris ingår i släktet Bombylius och familjen svävflugor. Inga underarter finns listade i Catalogue of Life.